# Suchy Róg
Suchy Róg (niem. Trockenhorn) – osada w Polsce, położona w województwie warmińsko-mazurskim, w powiecie piskim, w gminie Orzysz, na przesmyku między jeziorami Śniardwy i Tuchlin, ok. 16 km na zachód od Orzysza.
W latach 1975–1998 miejscowość należała administracyjnie do województwa suwalskiego.

## Historia
Suchy Róg (Trockenhorn) powstał na skutek wydzielenia gruntów z gminy Dziubiele (Gemeinde Dziubiellen) w 1866 roku. Już wcześniej była tu zabudowa kolonijna (Abbau). Właścicielem był Danielczyk (Danielzig).
 
Według danych z 1907 roku właścicielem 200 hektarowego majątku był Otto Danielczik. Działała destylarnia. Później majątek ziemski obejmował 135 ha i należał do rodziny Perl. Zachował się dawny dwór i pozostałości zabudowań gospodarczych. Dwór wzniesiony został na przełomie XIX i XX w. Budynek założony na rzucie prostokąta, parterowy, ze ścianką kolankową i dachem 2-spadowym; od frontu na osi znajduje się ganek kolumnowy, a w polu naczółka pozostałości kartusza herbowego.

## Turystyka
Miejscowość ma charakter turystyczno-letniskowy, a jej głównym walorem jest bliskość jezior, szczególnie zaś jeziora Śniardwy. W Suchym Rogu znajdują się m.in. domki wypoczynkowe oraz działają wypożyczalnie kajaków, rowerów i rowerów wodnych, łódek wiosłowych i motorowych oraz desek windsurfingowych.